# Charles David (producteur)
Pour les articles homonymes, voir Charles David et David.
Charles David (1906–1999) est un producteur de cinéma français.

## Biographie
Charles David naît à Metz le 4 mai 1906, pendant l'annexion allemande. Il produit de nombreux films, comme producteur, assistant ou directeur de production, dans les années 1930 et 1940. Il décède le 1er mars 1999, à l'âge de 92 ans, à Paris.
Il a été l'époux, de 1950 jusqu'à sa mort, de Deanna Durbin, star américaine des comédies musicales qu'il a rencontrée durant le tournage de Deanna mène l'enquête en 1945.

## Filmographie
- 1931 : Mam'zelle Nitouche, comme directeur de production.
- 1931 : L'Amour à l'américaine, comme producteur délégué.
- 1931 : La Chienne, comme directeur de production.
- 1931 : On purge bébé, comme directeur de production.
- 1932 : Seul, comme directeur de production.
- 1932 : Fantômas, comme directeur de production.
- 1932 : L'affaire est dans le sac, comme directeur de production.
- 1937 : Drôle de drame ou L'étrange aventure du Docteur Molyneux, comme directeur de production.
- 1938 : Taras Bulba, comme producteur.
- 1939 : Les Quatre Plumes blanches, comme assistant producteur au Soudan.
- 1940 : Le Voleur de Bagdad, comme assistant réalisateur.
- 1942 : Le Livre de la jungle, comme assistant producteur.
- 1945 : River Gang, comme directeur de production.
- 1945 : River Gang (Fairy Tale Murder), comme scénariste.
- 1945 : Deanna mène l'enquête (Lady on the train), comme directeur de production.
- 1970  : La Fin des Pyrénées, comme producteur délégué.